# 北尾辰宣
北尾 辰宣（きたお ときのぶ、生没年不詳）とは、江戸時代の大坂の浮世絵師。

## 来歴
師系不明。通称は銭屋仁右衛門、雪坑斎、仁翁と号す。大坂周防町に住む。作画期は延享から安永にかけての頃で、多くの絵本、教訓書などの挿絵や美人画、また墨摺絵を描いた。『女諸体綾錦』と『女小学教草』には合羽摺りの扉絵を描いている。

## 作品
- 『絵本武者林』一冊　※宝暦4年（1754年）刊行
- 『女諸体綾錦』一冊　往来物　※宝暦5年（1755年）刊行
- 『絵本百人一首』一冊　※宝暦7年刊行
- 『女小学教草』一冊　往来物　※宝暦13年（1763年）刊行
- 『絵本磐手山』三冊　※明和3年（1766年）刊行
- 『絵本歌字尽』一冊　※明和9年刊行
- 『相生玉手箱』五巻　※安永3年（1774年）刊行。池田遊鶴の作
- 「縁台納涼美人図」　紙本着色　出光美術館所蔵